# Seszták Ágnes
Seszták Ágnes (Érpatak, 1944. július 23. – Budapest, 2014. november 6.) magyar pedagógus, újságíró, politológus.

## Életpályája
Szülei Seszták János görögkatolikus kántortanító és Nátuly Mária voltak. 1962–1967 között az ELTE BTK könyvtár-magyar szakos hallgatója volt. 1967–1968 között gimnáziumi pedagógusként dolgozott. 1968-tól 10 évig a Budapesti Műszaki és Gazdaságtudományi Egyetem lapjának, A Jövő Mérnökének munkatársa volt. 1972-ben elvégezte a Magyar Újságírók Országos Szövetsége (MÚOSZ) Újságíró Iskoláját.
1978–1985 között a Magyar Kommunista Ifjúsági Szövetség központi lapjánál, a Magyar Ifjúság családi rovatánál dolgozott. 1984-ben nagy vihart kavart a Könyörgés Szántó Annáért címmel írt cikke. 1985-től öt évig a Képes 7 alapító tagja, majd rovatvezetője volt. 1991–1994 között a Pesti Hírlap általános főmunkatársa, majd főszerkesztő-helyettese volt.
1993–1994 között a MÚOSZ egyensúlyfrakciójának szóvivője volt. 1993-ban kilépett a MÚOSZ-ból és 1994-től a részben általa is alapított Szabad Újságírók Szövetségének szóvivője lett. 1994–2002 között az Új Demokrata illetve Demokrata, majd Magyar Demokrata főszerkesztő-helyettese volt, 2002-től médiatanácsadója lett. 2004-től haláláig a Magyar Nemzet főmunkatársa volt.

## Művei
- Egészpályás feltámadás - Riport, interjú, publicisztika 1968-2014. Szerk. Földes Zsuzsanna. Balassagyarmat: Közép-európai Média Intézet Kft. 2014.  ISBN 9789631210538

## Díjak, kitüntetések
- MÚOSZ-díj (1987)
- Magyar Lajos-díj (1989)
- Családbarát Médiáért Díj (2011)
- Eötvös József-díj (2012)
- A Magyar Érdemrend tisztikeresztje (2014)
- A Szellemi Honvédelem díja (2014)
- A Magyar Nemzet Aranytollának kitüntetettje (2014)